# 石井隆広
石井 隆広（いしい たかひろ、1990年10月29日 - ）は、NHKのアナウンサー。

## 人物
熊本県下益城郡豊野村（現：宇城市豊野町）出身。豊野町立豊野小学校・豊野町立豊野中学校（現：宇城市立豊野小中学校）、熊本県立済々黌高校、早稲田大学政治経済学部卒業後、2013年に入局。

## 嗜好・挿話
- 初任地は福井放送局。2017年地元の熊本放送局、2020年東京アナウンス室を経て、2023年4月より再び地元の熊本放送局へ赴任。
- 趣味は映画鑑賞、テニス、野球[1]。他に書道と旅行を挙げており、後者は東京から熊本までサイクリングで帰省をしてしまうほどである[5]。
- 初任地となった福井では、1年目で全市町を訪れるという目標を立て、成功した[6]。
- 実家は農家である[7]。2度目の熊本放送局着任後、週末は実家で農作業の手伝いをやっているとTwitterで発言している[8]。
- 好きな食べ物はとんこつラーメン、桃、和食。

## 現在の担当番組
- クマロク!（キャスター・隔週[9]、月曜 - 金曜、2023年4月5日 - ） [注釈 1]（番組自体は2度目）
  - 2023年度は、水曜 - 金曜を後藤と隔週で担当。（※5月31日までは毎週水曜 - 金曜キャスターを担当）
  - ことば塾→よもやま研究所（講師→研究員[10]・キャスター担当週でない場合）
  - 熊Tube（スマホぐまクマジローの声）
  - GKタイムカプセル（ナレーション・不定期）
- ニュース845くまもと（ローテーション制）
- 熊本県のニュース・気象情報・中継・リポート
- クマロク!645（不定期）
- 緊急報道（熊本放送局発）
- くまもとの風（ナレーション、不定期）

## 過去の担当番組

### 福井放送局時代（2013年度 - 2016年度）
- 土曜スタジオパーク（2013年5月25日）
- ニュースザウルスふくい
- 福井県のニュース・中継・リポート
- NHKニュースおはよう日本（スポーツキャスター代理、2016年1月30日・31日）
- ひるブラ（2016年10月4日）
- おはよう福井

### 熊本放送局時代（2017年度 - 2019年度）
- クマロク!（キャスター）[11]（1度目）
- ニュースウオッチ9（リポーター代行：2018年、2019年）
- 熊本県のニュース・中継・リポート
- 福岡放送局への応援
  - 九州沖縄のニュース（平日水曜15時台）
  - はっけんラジオ（日替りアナウンサー）
  - ニュース845福岡
  - ラジオニュース（九州沖縄、R1・FM）の泊まり勤務担当

### 東京アナウンス室時代（2020年度 - 2022年度）
- うまいッ!（2020年9月28日）
- あさイチ（リポーター）
- 土スタ（司会、2022年4月 - 2023年3月11日）

### 熊本放送局時代（2度目）（2023年度 - ）
- ワイルドライフ「薩南諸島 洋上の火山群 水中オーロラと巨大魚たちの海に迫る」（語り、2023年5月1日、BSプレミアム）
- 大雨関連特設ニュース（2023年7月3日、九州沖縄地方） - 熊本放送局より熊本県内の災害状況を伝えた[注釈 2]。
- はっけんラジオ from熊本「熊本水害対策!避難スイッチ入れるには」（2023年7月7日） - 熊本局より
- 第105回全国高等学校野球選手権熊本大会（ラジオ実況、R1・FM）
  - 準決勝第2試合「有明」対「東海大熊本星翔」（2023年7月22日）
  - 決勝「九州学院」対「東海大熊本星翔」（2023年7月24日）
- 台風6号関連特設ニュース（2023年8月8日・9日、九州地方） - 熊本放送局より熊本県内の災害状況を伝えた[注釈 3]
- うまいッ!「甘味が強く風味豊か! くり 〜熊本・山鹿市〜」（地元応援団、2023年10月16日）
- ヴィランの言い分SP ～虫垂炎vsいぼ痔～（リポーター、2023年12月23日[12][13]、Eテレ）
- ラジオで開講! NHK就活応援ニュースゼミ 2024 春（司会、2024年2月23日[14]、R1）
- ばけばけトークショー 「小泉八雲を変えたKUMAMOTO」（司会、2025年3月27日[15]、熊本県域）
- アンミカ Teen‐ager倶楽部（進行、2025年4月4日[16]・4月11日[17][18]、R1）
- 福岡放送局への応援（2025年5月7日、5月8日 - 9日）
  - 九州沖縄のニュース（平日水曜15時台）
  - はっけんラジオ「ドクター小野村のなるほど・手っ取り早く暑熱順化する方法は?」（日替りアナウンサー）
  - ニュース845福岡
  - ラジオニュース（九州沖縄、R1・FM）の泊まり勤務担当